# Îlot Madame
Ne doit pas être confondu avec Île Madame.
L'îlot Madame, anciennement île aux Cailles ou île aux Cayes avant 1820, est une petite île de l'ouest de l'île Sainte-Marie, près d'Ambodifototra, dans l'est de Madagascar.
Sa crique abrite un port appelé « Port Louquez ».
Un musée des pirates y abrite des objets découverts dans les nombreuses épaves de la baie d’Ambodifototra.
L'îlot Madame est un hommage à une fille du Roi de France.

## Histoire

### Découverte
En juillet 2025, des archéologues ont annoncé avoir localisé au large de l’îlot Madame l’épave du navire portugais Nossa Senhora do Cabo, capturé en 1721 par les pirates Olivier Levasseur et John Taylor. Les fouilles menées depuis plus de quinze ans ont mis au jour centaines d’artéfacts (porcelaine chinoise, pièces de monnaie, ivoires religieux…) et des structures boisées caractéristiques d’un indiaman portugais du XVIIIᵉ siècle, consolidant l’hypothèse de son identité historique.